# Ptolemeu de Mauritània
Ptolemeu de Mauritània (grec antic: Πτολεμαῖος; llatí: Ptolemaeus) fou rei de Mauritània des de l'any 20 al 40.
Era fill de Juba II de Numídia i Mauritània i de Cleòpatra Selene. Per la seva mare era descendent dels Ptolemeus, reis d'Egipte, i per això en portava el nom.
Va succeir al seu pare quan va morir, en un any que no es pot establir amb certesa però als voltants de l'any 20. Estrabó l'any 18 o 19 diu que ja era al tron. Com que encara era jove el poder i l'administració va quedar en mans dels seus lliberts. Es van produir grans desordres i molts mauritans es van unir al partit de Tacfarines, revoltat a Numídia, i que portava una dura guerra contra els romans. Però l'any 24 Tacfarines va ser derrotat i mort per Publi Dolabel·la, campanya en la que Ptolemeu va donar una assistència eficient al general romà, que li va enviar una ambaixada d'agraïment amb els regals d'una toga triomfal brodada i un ceptre d'ivori, com a signe d'amistat del poble romà, tot restablint un antic costum segons diu Tàcit.
Va regnar sense interrupcions fins a l'any 40 quan Cal·lígula el va fer anar a Roma i el va fer matar poc després, per apoderar-se de les seves grans riqueses.